# Ibn Dschubair
Ibn Dschubair (auch Ibn Jubayr, mit vollem Namen أبو الحسن محمد بن أحمد بن جبير الكناني / Abū l-Ḥasan Muḥammad b. Aḥmad b. Ǧubair al-Kinānī; geboren 1145 in Valencia, Spanien; gestorben 1217 in Alexandria, Ägypten) war ein arabischer Geograph und Reiseschriftsteller.

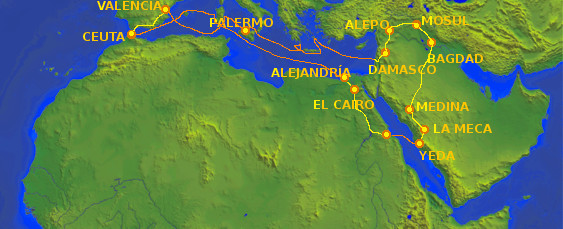
Die Reise Ibn Dschubairs, von Granada nach Mekka

Als Postbeamter des almohadischen Gouverneurs von Granada unternahm er drei ausgedehnte Reisen:
- 1183 eine Pilgerreise nach Mekka über Sardinien, Sizilien, Kreta, Ägypten, Irak und Syrien
- 1189–1191 über Syrien und Irak nach Persien
- 1217 nach Ägypten

Dschubair gilt als Begründer der als Rihla bekannten Erlebnisberichte in anschaulicher Tagebuchform, seine Werke wurden Vorbild für Berichte späterer Pilger.
Besonders interessant sind Dschubairs Berichte über das Zusammenleben von lateinisch-christlichen „Franken“ und Muslimen in den Kreuzfahrerstaaten. Er stellt die christlichen Kreuzfahrer als gerechte Grundherren dar, die den muslimischen Bauern nur Steuern auferlegten und ihnen sonst viele Freiheiten ließen. Oft wird dieser Bericht, sowie andere ähnliche Quellen, als Beleg für ein friedliches und tolerantes Miteinander von Kreuzfahrern und Einheimischen und in den Kreuzfahrerstaaten angesehen.
Dies sollte aber nicht darüber hinwegtäuschen, dass er den Christen zutiefst feindselig gegenüberstand – er bezeichnet sie u. a. als „Schweine“ – und ein kulturelles Miteinander (das er als „Unglücksfall für die Muslime“ bezeichnete) ausdrücklich ablehnte: Dazu z. B., dass König Wilhelm II. von Sizilien gelegentlich versuchte, muslimische Gelehrte für den Hof in Palermo zu gewinnen, bemerkte er: „Möge Gott die Muslime vor dieser Verführung bewahren!“.